# دای نیپون بوتوکو کای
دای نیپون بوتوکو کای (大日本武徳会 Dai Nippon Butoku Kai)، انجمن فضیلت رزمی ژاپن بزرگ، بزرگ‌ترین سازمان هنرهای رزمی در ژاپن با روابط قوی با دولت ژاپن در دوران جنگ جهانی دوم بود که در ابتدا در سال ۱۸۹۵ در کیوتو تأسیس شد و بیشترین تأثیر را بر بودو در ژاپن مدرن داشت. اولین رئیس شاهزاده کوماتسو آکی‌هیتو و اولین مدیر واتانابه چی‌آکی (فرماندار کیوتو) بود. در پایان جنگ جهانی دوم، دای نیپون بوتوکو کای وضعیت خود را از یک سازمان دولتی به یک سازمان خصوصی تغییر داد. ثبت نام به‌طور قابل توجهی از میلیون‌ها نفر به صدها نفر کاهش یافت و قدرت خود را برای اداره همه سازمان‌های هنرهای رزمی در ژاپن از دست داد. در سال ۱۹۴۶، فرماندهی عالی نیروهای متفقین به دلیل ارتباط با ارتش ژاپن در زمان جنگ، دای نیپون بوتوکو کای را منحل کرد.